# 自殺うさぎの本
『自殺うさぎの本』（じさつうさぎのほん、THE BOOK OF BUNNY SUICIDES）は、イギリスの漫画家アンディ・ライリーによる作品。
さまざまな方法で「自殺」しようとしているウサギをコミカルに描いている。
また、続編として『またまた自殺うさぎの本』(またまたじさつうさぎのほん、RETURN OF THE BUNNY SUICIDES)、『たぶん最期の自殺うさぎの本』（たぶんさいごのじさつうさぎのほん、DAWN OF THE BUNNY SUICIDES）がある。

## 概要
無表情なウサギが様々な方法・手段で自殺を図る。しかしその方法は、回りくどいものや、一見して「自殺」とは分かりづらいものもあり、ブラックユーモアとシュールさを醸し出している。

## 「自殺」の方法・手段
- スズメバチの巣を攻撃する。
- 砂漠のオアシスから立ち去る。
- 地下鉄の先頭車両から第三軌条に向けて放尿する。
- 潜水艦に自分の体を接着剤で貼り付ける。
- 兵士たちが敬礼する中、自分だけファックサイン（二本指の英国風）を出す。
- 「ナイフの専門店」と、その向かいに近日開店する「電磁石ショールーム」の間で待つ。
- 失恋に打ちひしがれた（らしい）女性の目の前で、「危険な情事」のビデオを観る。
- ノアの方舟を無視して過ごす。
- 太った人間が座ろうとする椅子の足に顔を挟む。
- バンジージャンプにハサミを持って参加する。
- 自分の真上に銃を撃ち（わざわざ垂直を測っている）、銃弾が自分に落ちてくるのを待つ。
- バーベルを持ち上げている重量挙げ選手の腋をくすぐる。
- ネット上の書籍通販サイトで分厚い本を注文し、それが玄関ドアの郵便受け口から投げ込まれてくるのを待つ。

etc.
また、スター・ウォーズ・プライベート・ライアン・ターミネーター・ロード・オブ・ザ・リング・博士の異常な愛情など、有名な映画作品と絡めたネタも散見される。

## 作品

### 洋書
- The Book of Bunny Suicides　ISBN 4899980612
- The Return of the Bunny Suicides　ISBN 0452286239
- Dawn of the Bunny Suicides ISBN 1452104980

### 和訳書
- 自殺うさぎの本　ISBN 4899980612
- またまた自殺うさぎの本―まだまだ死にたいうさぎたち　ISBN 4899980698
- たぶん最期の自殺うさぎの本　ISBN 4899981066